# Вукотич, Пётр
Пётр Вукотич (серб. Петар Вукотић; 1826—1904) — черногорский государственный и военный деятель, воевода. Тесть короля Черногории Николы I Петровича-Негоша и двоюродный дядя черногорского военачальника Янко Вукотича.

## Биография
Отличился в битве под Вучег Дола, в ходе которой руководил частью черногорской армии. Со своим отрядом участвовал в захвате высоты Ковчег. Был близким другом Мирко Петровича-Негоша, за сына которого — будущего короля Черногории Николу Петровича-Негоша — отдал замуж свою дочь, Милену Вукотич. Перед свадьбой отправился в Россию, чтобы пригласить императора Александра II на церемонию бракосочетания.
Кроме того, Вукотич принимал участие в заключении союза между Сербией и Черногорией, в котором также принимали участие Никола I, Михаил Обренович и его посол Милойко Лешанин. Он зачастую конфликтовал с другими воеводами, такими, как Максим Бачович и Пеко Павлович.
12 апреля 1877 получил звание кавалера ордена Св. Георгия 4 степени.

### Семья
Был дважды женат. В первый раз женился на Елене Войводич (из Белопавличей), второй раз на Янице Ковачевич (из Грахово). От двух браков имел 6 детей.